# Oreco
Oreco, właśc. Valdemar Rodrigues Martins (ur. 13 czerwca 1932 w Santa Maria, zm. 3 kwietnia 1985 w Ituravera) – piłkarz brazylijski, występujący na pozycji lewego obrońcy.

## Kariera klubowa
Karierę piłkarską zaczął w klubie Inter Santa Maria, gdzie grał w latach 1947–1950. 
W 1950 przeszedł do SC Internacional. W klubie z Porto Alegre grał do 1957 roku. Podczas tego okresu pięciokrotnie zdobył mistrzostwo Stanu Rio Grande do Sul – Campeonato Gaúcho w 1950, 1951, 1952, 1953, 1955 roku. W 1957 roku przeszedł do Corinthians Paulista, w którym grał do 1965. W 1965 przeszedł do kolumbijskiego Millonarios FC, gdzie grał do 1966, po czym przeszedł meksykańskiego Deportivo Toluca, w którym grał do 1968 roku. Ostatnim etapem kariery była gra w amerykańskim Dallas Tornado, z którym zdobył mistrzostwo NASL w 1971 roku. Karierę zakończył w 1972 roku.

## Kariera reprezentacyjna
W reprezentacji Brazylii Oreco zadebiutował 1 marca 1956 w meczu z reprezentacją Chile, podczas mistrzostw panamerykańskich, które Brazylia wygrała. W 1957 wygrał z ekipą canarinhos Copa Julio Roca 1957 pokonując reprezentację Argentyny. Rok później był członkiem kadry na mistrzostwa świata w Szwecji, na których Brazylia wywalczyła mistrzostwo świata, jednakże nie zagrał w żadnym meczu. Ostatni raz w barwach canarinhos wystąpił 30 kwietnia 1961 w meczu z reprezentacją Paragwaju. Ogółem w reprezentacji wystąpił w 8 meczach.